# Delégua
Delégua (ou Delegua) é uma linguagem de programação brasileira, de código aberto (open source), modular, orientada a objetos, com foco em acessibilidade e compatibilidade. Baseada em TypeScript, surgiu como um fork (versão independente) da linguagem Égua, criada pela empresa Design Líquido, com o objetivo de dar continuidade ao desenvolvimento de uma linguagem de programação nacional, acessível e aberta à comunidade, estando públicamente disponivel no GitHub para uso.

### Origem: a linguagem Égua
A linguagem Égua foi desenvolvida pelo Instituto Federal do Pará (IFPA) com o propósito de facilitar o ensino introdutório de programação para pessoas que não dominam o inglês, assim como para também servir como ferramenta de apoio ao ensino de matemática e tecnologia no meio acadêmico.
A linguagem, também é open source e encontra-se disponivel no GitHub, mas por apresentar uso limitado voltando-se mais a um experimento academico, acabou por deixar de ser ativamente mantida, sendo na prática sucedida pelo seu fork; Delégua.

### A linguagem Delégua
Delégua é mantida pela sua empresa Design Líquido em conjunto com sua comunidade de colaboradores ativos. Seu código-fonte está disponível no GitHub, onde pode ser visualizado, modificado e ampliado, conforme as diretrizes de contribuição do projeto.
A linguagem se destaca pelo forte compromisso com acessibilidade, flexibilidade e versatilidade. Entre suas principais características e filosofia de desenvolvimento estão:
- Compatibilidade com dialetos em português da família Portugol, mesmo que estes não sejam baseados em TypeScript.
- Capacidade de execução em diversos dispositivos, graças à utilização da máquina virtual JavaScript.
- Facilidade de tradução para linguagens amplamente utilizadas, como Python e JavaScript, promovendo a interoperabilidade e o aprendizado progressivo.
- Sintaxe lusófona para facilitar o aprendizado por falantes nativos da lingua portuguesa.
- Código de desenvolvimento aberto e público.